# Wilhelm Mater
Wilhelm Mater (* 5. Januar 1877 in Viermünden (Landkreis Waldeck-Frankenberg); † 8. Oktober 1951 in Marburg) war ein deutscher Unternehmer und Abgeordneter des Provinziallandtages der preußischen Provinz Hessen-Nassau.

## Leben
Wilhelm Mater wurde als Sohn des Mühlenbesitzers Louis Mater und dessen Gemahlin Emma Henkel geboren. Nach seiner Schul- und Berufsausbildung übernahm er den elterlichen Betrieb und führte in seinem Heimatort eine Mühle. Im Jahre 1919 erhielt er als Vertreter der Deutschen Demokratischen Partei (DDP) ein Mandat für den Kurhessischen Kommunallandtag des Regierungsbezirks Kassel, aus dessen Mitte er zum Abgeordneten des Provinziallandtages der Provinz Hessen-Nassau bestimmt wurde.